# Birger jarls ek

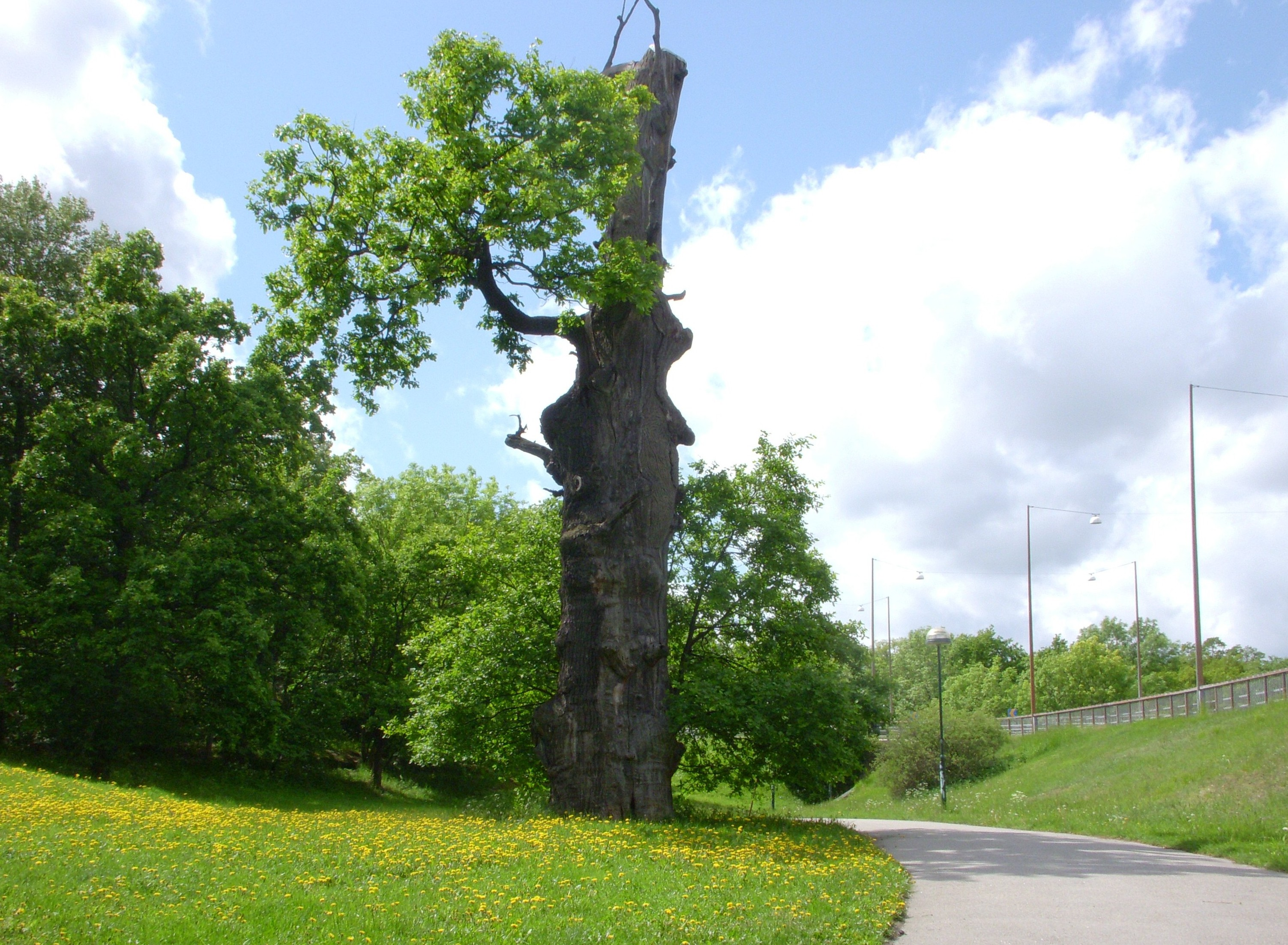
Birger jarls ek i maj 2011.

Birger jarls ek (även Kung Valdemars ek) är en ek som står mitt i Essingeledens trafikplats Kristinebergsmotet på västra Kungsholmen i Stockholm. Eken är uppemot 800 år gammal och därmed lika gammal som Stockholm, och bär därför namnet efter stadens grundare Birger jarl. Eken har fortfarande lite liv i sig, som visar sig i en grönskande gren. Den utgör numera högsta naturvärde, naturvärde klass 1, vilket motsvarar naturreservat.

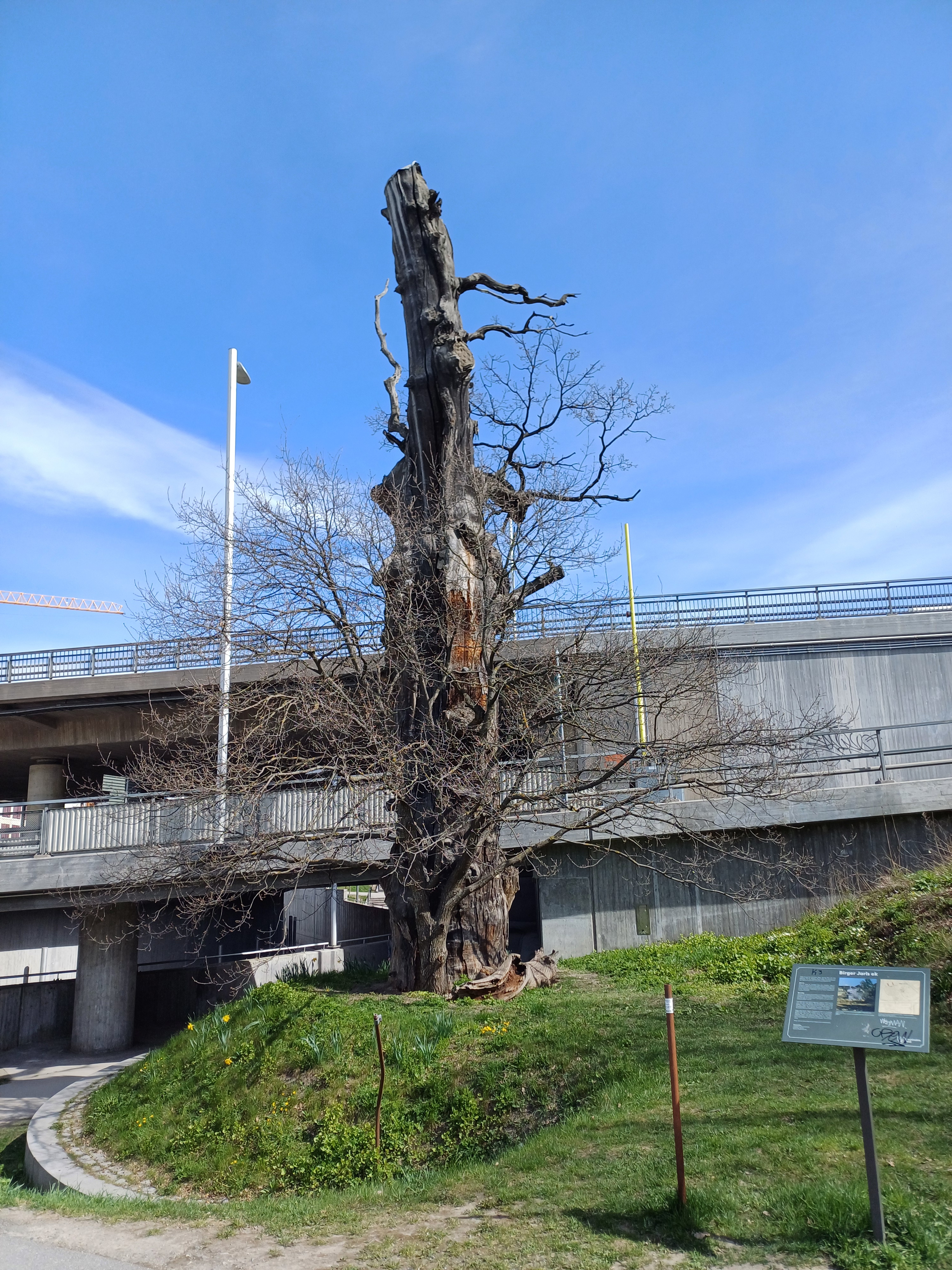
Eken med Essingeleden i bakgrunden.

Birger jarls ek är idag en solitär ek. På 1600- och 1700-talen växte den tillsammans med andra ekar i Stora Hornsbergs slottspark. Ännu på 1930-talet stod den orörd på en äng mellan Kristinebergs slott samt dåvarande Iris-Hornsbergs trädgårdskoloni och Hornsbergsvelodromen. Sedan dess har både koloniträdgården och velodromen rivits och bebyggelsen krupit närmare. På 1930-talet mättes eken av Rutger Sernander. Den hade då en omkrets på 6,10 meter mätt 1,5 meter över marken.
Eken blev så småningom  ihålig och fylldes med betong i slutet av 1950-talet. När Essingeleden planerades, i början av 1960-talet, sägs det att man flyttade den planerade vägsträckningen för att bevara eken. Numera står eken bara drygt tio meter väster om Essingeleden vid trafikplatsen i Kristineberg. Trädet har en diameter på 202 cm i brösthöjd och är därmed en av nio ekar i Stockholms stad som har en diameter över 200 cm enligt en dokumentation från 2007 (de övriga åtta ekarna finns samtliga på Djurgården).